# HMS Bellerophon (1786)
El primer HMS Bellerophon de la Marina Real Británica era un navío de línea de tercera categoría y tres puentes armado con 74 cañones botado el 6 de octubre de 1786 en Frinsbury en el río Medway, cerca de Chatham. Fue construid0 en los astilleros de Edward Greaves con las especificaciones de la clase Arrogant y diseñada por Sir Thomas Slade en 1758. La historia narra que el Primer Lord del Almirantazgo durante ese periodo, John Montagu, IV conde de Sándwich, tenía un interés muy particular en la mitología griega y romana y tomó el nombre del Classical Dictionary de Lempière. Ordenó que la nave llevase el nombre del guerrero griego Belerofonte, quien voló sobre el caballo alado Pegaso y mató a la Quimera

## Inicios
El Bellerophon estuvo presente en la tercera batalla de Ushant, en la Batalla del Nilo y en la Batalla de Trafalgar convirtiéndose en uno de los barcos de guerra más famosos durante las Guerras Napoleónicas. El Almirante Nelson, comandante de la flota de batalla envío a su capitán, Henry D'Esterre una interesante carta al respecto:

Estimado Darby: Espero sinceramente que se encuentre bien. Siento un gran pesar por la pérdida de tantos valientes hombres, sin embargo, nuestra gloriosa victoria es de admirar. Le brindaremos el mayor apoyo tan pronto se reúna con nosotros, hasta entonces, que el Señor os bendiga.
Quedo de usted
3 de agosto de 1798 Horatio Nelson

Billy Ruffian (o Billy Ruff'n) lo llamaba de cariño la tripulación. En la Batalla de Trafalgar fue la quinta nave en la División del Sur del Almirante Collingwood, de ahí que su armamento fuese sumamente pesado, combatió contra L'Aigle francesa hasta un punto muerto con un costo de 123 heridos y 26 muertos, entre ellos el capitán John Cooke. Después de la muerte del capitán, el mando lo tomó el primer teniente William Pryce Cumby, quien dirigió la nave averiada de vuelta a Gibraltar A bordo se encontraba el futuro explorador del Ártico, John Franklin, quien servía como guardiamarina.

## Rendición de Napoleón
La nave obtuvo aún más fama cuando el 15 de julio de 1815, Napoleón Bonaparte se rindió al capitán Frederick Maitland y fue llevado a Torbay en donde ancló en Brixham el 24 de julio.
En ese lugar, Maitland recibió órdenes del Almirante Lord Keith. Estas decían: 

con órdenes tajantes de evitar que cualquier persona, sin importar quien sea o de donde venga, aborde la nave bajo su mando, con la excepción de los miembros que conformen la tripulación.

 Como respuesta a dichas órdenes, el capitán Maitland prohibió las visitas ordinarias de los escandalosos comerciantes con las provisiones de comida fresca.
En ese mismo año la tripulación presenció la captura de un tiburón.
John Michelmore, quien se encontraba en uno de los botes tratando de vender pan, vio a un marinero en una de las troneras inferiores quien los llamó y lanzó a la deriva una pequeña botella con el mensaje de que Bonaparte se encontraba a bordo. Remaron a la orilla y difundieron la noticia rápidamente. Maitland seguía evitando que otros barcos se colocaran a su lado, sin embargo no hubo mayores intentos de encubrir la presencia del Emperador. Dos días después, el Bellerophon recibió las órdenes de proceder a Plymouth en donde la nave insignia de Lord Keith, el HMS Ville de Paris había anclado. Napoleón permaneció a bordo del Bellerophon y la nave continúo aislada de las multitudes curiosas y custodiado por dos barcos escolta anclados estrechamente.
El 4 de agosto de 1815 Lord Keith ordenó que el Bellerophon levara anclas y esperase la llegada del HMS Northumberland, designado para llevar al exilio a Napoleón a la isla de Santa Helena. El 7 de agosto Napoleón abandonó el Bellerophon, donde había permanecido durante las últimas tres semanas sin desembarcar en Inglaterra, y abordó el Northumberland con rumbo a Santa Elena.

## Destino final
A partir de 1816, el Bellerophon estuvo fuera de servicio en Sheerness y en algún momento fue utilizado como barco-prisión. Fue renombrada como el Captivity en 1824, posteriormente fue vendido el 12 de enero de 1836 y desmantelado.

## Cultura actual

### Literatura
Al inicio del primer libro de la serie de novelas de Aubrey-Maturin, de Patrick O'Brian, Master and Commander, el recientemente promovido Jack Aubrey se encuentra por casualidad a un grupo de marineros cuando se enfila a tomar el mando de su nueva nave: 

...algunos traían pantalones anchos con rayas, algunos, ropa de marinero, algunos, finos chalecos rojos y algunos, chaquetas azules ordinarias. Algunos usaban sombreros de lona, sin importar el calor, algunos, sombreros anchos de paja y algunos, pañuelos con motas ceñidos a sus cabezas pero todos usaban largas colas de caballo que se balanceaban mientras caminaban, dándoles el distintivo porte de marineros de buque de guerra. Eran del Bellerophon y los miraron ávidamente mientras pasaban.

### Música
La banda de Indie Folk, Beirut, tiene una canción llamada Napoleon on the Bellerophon, en el EP Pompeii.